# Eleccions a les Illes Fèroe

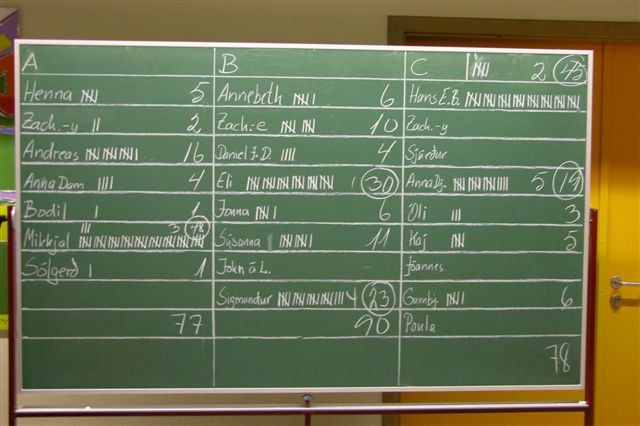
Recompte dels vots a les eleccions municipals de Porkeri l'any 2004.

Eleccions a les Illes Fèroe dona informació de les eleccions i resultats electorals de les illes Fèroe. Les eleccions són un procés en el qual es vota a uns candidats elegits per a ocupar un càrrec. És un mecanisme pel qual una democràcia nomena uns càrrecs durant una legislatura i a vegades el poder executiu i el judicial, i en el qual els ciutadans poden escollir els detenidors del govern local.
Les Illes Fèroe escullen a nivell nacional una legislatura.. El Parlament feroès (Løgtingið en feroès) té 32 diputats, escollits per un període de quatre anys en representació proporcional.
Les Illes Fèroe tenen un sistema multipartidista (disputant independentisme i unionisme o bé dreta i esquerra), amb alguns partitss dels quals cap d'ells pot governar en solitari, raó per la qual han de formar governs de coalició.

## Eleccions
- JF - Socialdemòcrates (Partit Igualtat)
- SF – Partit Unionista (ha fet coalició amb el Front Laborista i el Sjálvstýrisflokkurin en algunes eleccions)
- TF – Partit Republicà
- FF – Partit del Poble
- SSF – Partit de l'Autogovern
- MF – Partit de Centre
- KFF – Partit Cristià Popular
- VF – Moviment Laborista

### 1984
JF - 23,4%, 8 Diputats

FF - 21,6%, 7 Diputats

SF - 21,2%, 7 Diputats

TF - 19,5%, 6 Diputats

SSF - 8,5%, 2 Diputats

KFF - 5,8%, 2 Diputats

### 1988
FF - 23,2%, 8 Diputats

JF - 21,6%, 7 Diputats

SF - 21,2%, 7 Diputats

TF - 16,2%, 6 Diputats

SSF - 7,1%, 2 Diputats

KFF - 5,5%, 2 Diputats

Altres - 2,2%, 0 membres

### 1990
JF - 27,5%, 10 Diputats

FF - 21,9%, 7 Diputats

SF - 18,9%, 6 Diputats

TF - 14,7%, 4 Diputats

SSF - 8,8%, 3 Diputats

KFF - 5,9%, 2 Diputats

Altres - 2,3%, 0 Diputats

### 1994
SF - 23,4%, 8 Diputats

FF - 16,0%, 6 Diputats

JF - 15,4%, 5 Diputats

TF - 13,7%, 4 Diputats

VF - 9,5%, 3 Diputats

KFF - 6,3%, 2 Diputats

MF - 5,8%, 2 Diputats

SSF - 5,6%, 2 Diputats

Altres - 4,3%, 0 Diputats

### 1998
TF - 23,8%, 8 Diputats

JF - 21,9%, 7 Diputats

FF - 21,3%, 8 Diputats

SF - 18,0%, 6 Diputats

SSF - 7,7%, 2 Diputats

MF - 4,1%, 1 Diputats

KFF - 2,5%, 0 Diputats

VF - 0,8%, 0 Diputats

Altres - 0,8%, 0 Diputats

### 2002
SF - 26,0%, 8 Diputats

TF - 23,7%, 8 Diputats

JF - 20,9%, 7 Diputats

FF - 20,8%, 7 Diputats

SSF - 4,4%, 1 Diputats

MF - 4,2%, 1 Diputats

### 2004
Resultats del 20 de gener de 2004 de eleccions al Løgting
| Partits                                         | Vots  | %    | Escons |
| ----------------------------------------------- | ----- | ---- | ------ |
| Sambandsflokkurin (Sbfl)                        | 7501  | 23.7 | 7      |
| Javnaðarflokkurin (Jvfl)                        | 6921  | 21.8 | 7      |
| Tjóðveldisflokkurin (Tjfl)                      | 6890  | 21.7 | 8      |
| Fólkaflokkurin (Flfl)                           | 6530  | 20.6 | 7      |
| Sjálvstýrisflokkurin (Sjfl)                     | 1461  | 4.6  | 1      |
| Miðflokkurin (Mfl)                              | 1661  | 5.2  | 2      |
| Partit de la Diversió (Hin stuttligi flokkurin) | 747   | 2,4  | 0      |
| Total (participació 92.1%)                      | 31711 |      | 32     |
| Fonts: Rulers.org, logting.fo, uf.fo            |       |      |        |